# Settore elettrostatico
In spettrometria di massa il settore elettrostatico è un congegno usato per dividere ioni con energia cinetica diversa, non è quindi un analizzatore di massa perché non divide gli ioni direttamente in base al loro rapporto massa/carica. Viene utilizzato in accoppiamento con il settore magnetico e l'analizzatore di massa che si ottiene si chiama analizzatore a doppio fuoco.
È usato anche come analizzatore nelle spettrometrie di elettroni, come la spettroscopia fotoelettronica a raggi X.

## Meccanismo
Gli ioni passano tra due placche di un condensatore, quelli con la giusta energia cinetica attraverseranno il settore elettrostatico, gli altri urtano una delle due placche non potendo così essere rivelati.